# Unison (piosenka)
”Unison” jest piosenka napisaną przez Andy Goldmarka i Bruce Robertsa, i jako pierwsza nagrana artystę R&B/dance Juniora w 1983 roku do filmu Toma Cruise’a Wszystkie właściwe posunięcia. Jako pomniejszy hit, piosenka przyciągnęła dużą uwagę w 1991 roku, kiedy trzy piosenkarki nagrały ją na swoje albumy.
Laura Branigan nagrała „Unison” na swój szósty album - Laura Branigan. Amerykański piosenkarz na emigracji Lory Bianco nagrał tę piosenkę na swój album Lonely is the Night. Jednak największy sukces dla „Unison” nadszedł, kiedy została ona wybrana na tytułową piosenkę debiutanckiego albumu anglojęzycznego kanadyjskiej piosenkarki Céline Dion „Unison”. 

## Wersja Céline Dion
"Unison” została wydana jako drugi singiel z albumu w Kanadzie (6 sierpnia 1990) i jako czwarty w Japonii (4 listopada 1991). W reszcie świata piosenka została wykorzystana jako B-side do singla „The Last to Know”.
Kevin Unger zrobił cztery klubowe mixy do piosenki: mix z rapem, mix bez rapu, mainstream extended mix i club mix. Trzy z nich zawierały rap w wykonaniu Frankie Fudge'a. Wszystkie mixy były umieszczone na kanadyjskich wersjach singla.
Teledysk został nakręcony w lipcu 1990 roku do mixu z rapem i zawierał rap Frankie Fudge'a. Jednak osobą, która zagrała w teledysku w rzeczywistości nie był Fudge. Teledysk został włączony do VHS Dion Unison.
Piosenka doszła do 38. miejsca na liście sprzedaży singli w Kanadzie. „Unison” odniosła większy sukces na innym kanadyjskim notowaniu - Canadian Contemporary Hit Radio, gdzie singiel doszedł do 27 miejsca. Jednak największy sukces spotkał piosenkę w kanadyjskich klubach, gdzie „Unison” stał się narodowym hitem i przez siedem tygodni zajmował pierwsze miejsce na Canada's National Club Chart.
Piosenka została również wybrana na piosenkę roku w Quebec (pokonując Vogue Madonny) w plebiscycie radia Énergie Le choix du Québec.

## Formaty i lista utworów
2-Track CD-Single – (CA) 
1. „Unison” (mainstream extended mix) – 7:05
2. „Unison” (club mix) – 7:25

3-Track CD-Single – (CA) 
1. „Unison” (single mix with rap) – 4:04
2. „Unison” (single mix without rap) – 4:04
3. „Unison” (mainstream extended mix) – 7:05

4-Track CD-Single – (JP) 
1. „Unison” (single mix with rap) – 4:04
2. „Délivre-moi” – 4:19
3. „Can't Live with You, Can't Live Without You” – 4:16
4. „Unison” (album version) – 4:13

### Oficjalne wersje
1. „Unison” (mainstream extended mix) – 7:05
2. „Unison” (club mix) – 7:25
3. „Unison” (single mix with rap) – 4:04
4. „Unison” (single mix without rap) – 4:04
5. „Unison” (album version) – 4:13

## Pozycje, sprzedaż i certyfikaty
| Kraj                                  | Pozycja | Certyfikat | Sprzedaż |
| ------------------------------------- | ------- | ---------- | -------- |
| Kanada - Singles Chart                | 38      | -          | -        |
| Kanada - Contemporary Hit Radio Chart | 27      | -          | -        |
| Kanada - National Club Chart          | 1(7)    | -          | -        |